# Danh sách địa danh tại Việt Nam có tên là từ đơn
Các địa danh hành chính tại Việt Nam hiện có tên là những từ (như Hà Nội) hoặc liên danh (như Bà Rịa - Vũng Tàu) có một đến bốn âm tiết, trong đó hầu hết là hai âm tiết, nhưng cũng tồn tại một số địa địa danh là từ đơn (chỉ có một âm tiết).
Dưới đây là danh sách các địa danh (thành phố, huyện, thị xã, thị trấn, xã...) có tên là từ đơn trong tiếng Việt. Đa phần tên các địa danh này có từ lâu đời và là tên Nôm hoặc phiên âm từ tiếng dân tộc thiểu số mà ra.
(Danh sách không bao gồm các đơn vị hành chính có tên là số thứ tự như "Quận 1" hay "Phường 1").

## Đơn vị hành chính cấp tỉnh
- Thành phố Huế

## Đơn vị hành chính cấp huyện
- Thành phố Pleiku, tỉnh Gia Lai
- Thành phố Vinh, tỉnh Nghệ An
- Thị xã Chũ, tỉnh Bắc Giang
- Huyện Kbang, tỉnh Gia Lai
- Huyện Lắk, tỉnh Đắk Lắk
- Huyện M'Drắk, tỉnh Đắk Lắk
- Huyện cũ Giằng thuộc tỉnh Quảng Nam; nay là huyện Nam Giang
- Huyện cũ Hiên thuộc tỉnh Quảng Nam; nay là hai huyện Đông Giang và Tây Giang cùng tỉnh.

## Đơn vị hành chính cấp xã

### Các phường
- Phường Bưởi, quận Tây Hồ, thành phố Hà Nội
- Phường B'Lao, thành phố Bảo Lộc, tỉnh Lâm Đồng
- Phường Hồ, thị xã Thuận Thành, tỉnh Bắc Ninh
- Phường Nếnh, thị xã Việt Yên, tỉnh Bắc Giang
- Phường Chũ, thị xã Chũ, tỉnh Bắc Giang
- Phường Quế, thị xã Kim Bảng, tỉnh Hà Nam.

### Các thị trấn
- Thị trấn Bo, huyện Kim Bôi, tỉnh Hòa Bình
- Thị trấn Đu, huyện Phú Lương, tỉnh Thái Nguyên
- Thị trấn Vôi, huyện Lạng Giang, tỉnh Bắc Giang
- Thị trấn Kép, huyện Lạng Giang, tỉnh Bắc Giang
- Thị trấn Thắng, huyện Hiệp Hòa, tỉnh Bắc Giang
- Thị trấn Thứa, huyện Lương Tài, tỉnh Bắc Ninh
- Thị trấn Chờ, huyện Yên Phong, tỉnh Bắc Ninh
- Thị trấn Lim, huyện Tiên Du, tỉnh Bắc Ninh
- Thị trấn Cồn, huyện Hải Hậu, tỉnh Nam Định
- Thị trấn Gôi, huyện Vụ Bản, tỉnh Nam Định
- Thị trấn Lâm, huyện Ý Yên, tỉnh Nam Định
- Thị trấn Nghèn, huyện Can Lộc, tỉnh Hà Tĩnh
- Thị trấn Nưa, huyện Triệu Sơn, tỉnh Thanh Hóa
- Thị trấn Phùng, huyện Đan Phượng, thành phố Hà Nội
- Thị trấn Vương, huyện Tiên Lữ, tỉnh Hưng Yên
- Thị trấn Sịa, huyện Quảng Điền, thành phố Huế
- Thị trấn Prao, huyện Đông Giang, tỉnh Quảng Nam
- Thị trấn Kbang, huyện Kbang, tỉnh Gia Lai
- Thị trấn M'Drắk, huyện M'Drắk, tỉnh Đắk Lắk
- Thị trấn D'Ran, huyện Đơn Dương, tỉnh Lâm Đồng
- Thị trấn cũ Neo thuộc huyện Yên Dũng, tỉnh Bắc Giang; nay là một phần phường Nham Biền, thành phố Bắc Giang
- Thị trấn cũ Cày thuộc huyện Thạch Hà, tỉnh Hà Tĩnh; nay là một phần thị trấn Thạch Hà
- Thị trấn cũ Trới thuộc huyện Hoành Bồ, tỉnh Quảng Ninh; nay là phường Hoành Bồ, thành phố Hạ Long
- Thị trấn cũ Me thuộc huyện Gia Viễn, tỉnh Ninh Bình; nay là một phần thị trấn Thịnh Vượng
- Thị trấn cũ Nhồi thuộc huyện Đông Sơn, tỉnh Thanh Hóa; nay là một phần phường An Hưng, thành phố Thanh Hóa.

### Các xã
- Xã Lìa, huyện Hướng Hóa, tỉnh Quảng Trị
- Xã Thanh, huyện Hướng Hóa, tỉnh Quảng Trị
- Xã Thuận, huyện Hướng Hóa, tỉnh Quảng Trị
- Xã Húc, huyện Hướng Hóa, tỉnh Quảng Trị
- Xã Xy, huyện Hướng Hóa, tỉnh Quảng Trị
- Xã Ba, huyện Đông Giang, tỉnh Quảng Nam
- Xã Tư, huyện Đông Giang, tỉnh Quảng Nam
- Xã Zuôih, huyện Nam Giang, tỉnh Quảng Nam
- Xã Ch'Ơm, huyện Tây Giang, tỉnh Quảng Nam
- Xã Dang, huyện Tây Giang, tỉnh Quảng Nam
- Xã Lăng, huyện Tây Giang, tỉnh Quảng Nam
- Xã Tr'Hy, huyện Tây Giang, tỉnh Quảng Nam
- Xã Kroong, thành phố Kon Tum, tỉnh Kon Tum
- Xã Xốp, huyện Đăk Glei, tỉnh Kon Tum
- Xã Hiếu, huyện Kon Plông, tỉnh Kon Tum
- Xã Gào, thành phố Pleiku, tỉnh Gia Lai
- Xã Ayun, huyện Chư Sê, tỉnh Gia Lai
- Xã Dun, huyện Chư Sê, tỉnh Gia Lai
- Xã HBông, huyện Chư Sê, tỉnh Gia Lai
- Xã Glar, huyện Đak Đoa, tỉnh Gia Lai
- Xã HNeng, huyện Đak Đoa, tỉnh Gia Lai
- Xã HNol, huyện Đak Đoa, tỉnh Gia Lai
- Xã KDang, huyện Đak Đoa, tỉnh Gia Lai
- Xã Trang, huyện Đak Đoa, tỉnh Gia Lai
- Xã Đông, huyện Kbang, tỉnh Gia Lai
- Xã KRong, huyện Kbang, tỉnh Gia Lai
- Xã SRó, huyện Kông Chro, tỉnh Gia Lai
- Xã Uar, huyện Krông Pa, tỉnh Gia Lai
- Xã Ayun, huyện Mang Yang, tỉnh Gia Lai
- Xã Hra, huyện Mang Yang, tỉnh Gia Lai
- Xã B'Lá, huyện Bảo Lâm, tỉnh Lâm Đồng
- Xã Pró, huyện Đơn Dương, tỉnh Lâm Đồng
- Xã Lát, huyện Lạc Dương, tỉnh Lâm Đồng
- Xã Phan, huyện Dương Minh Châu, tỉnh Tây Ninh
- Xã cũ Nhâm thuộc huyện A Lưới, tỉnh Thừa Thiên Huế; nay là một phần xã Quảng Nhâm.

## Các địa danh khác
Ngoài những địa danh hành chính chính thức thì nhiều địa danh khác ở Việt Nam cũng có tên chỉ gồm một âm tiết, đa số là các làng, xóm, thôn, bản, vùng... ở vùng Bắc Bộ và Trung Bộ (chẳng hạn làng Cánh - chỉ khu vực thị trấn Hương Canh thuộc huyện Bình Xuyên, Vĩnh Phúc) hoặc tên các ấp ở Nam Bộ.
Sau đây là tên một số địa danh như thế vì số lượng của chúng nhiều vô kể:
- Địa danh Trèm (hoặc Chèm), tên cũ chỉ huyện Từ Liêm (nay là 2 quận Bắc Từ Liêm và Nam Từ Liêm), Hà Nội
- Địa danh Găn, Đài ở Bắc Giang
- Địa danh Nhợm (Kẻ Nhợm)
- Địa danh Nhổn ở Hà Nội, có tuyến đường sắt đô thị mang tên Nhổn - Ga Hà Nội
- Địa danh Tó ở Hà Nội
- Địa danh Láng ở Hà Nội, có trạm khí tượng Láng và các phường Láng Hạ, Láng Thượng ở quận Đống Đa
- Địa danh Trôi, sau này có thị trấn Trạm Trôi, huyện Hoài Đức, Hà Nội
- Thị trấn Chuối, tên không chính thức của thị trấn Nông Cống, huyện Nông Cống, Thanh Hóa
- Thị trấn Giắt hay Quán Giắt, tên không chính thức của thị trấn Triệu Sơn, huyện Triệu Sơn, Thanh Hóa
- Thị trấn Lèn hay Đò Lèn, tên không chính thức của thị trấn Hà Trung, huyện Hà Trung, Thanh Hóa
- Thị trấn Dùng, tên không chính thức của thị trấn Thanh Chương, huyện Thanh Chương, Nghệ An.